# Cerulean Salt
Cerulean Salt — второй студийный альбом американской инди-рок-группы Waxahatchee, изданный 5 марта 2013 года на лейбле Don Giovanni Records. Сопродюсерами альбома выступили участники группы Swearin’ Кайл Гилбрайд и Кит Спенсер, а сам альбом был записан в подвале основной исполнительницы Кэти Кратчфилд.
Альбом получил положительные отзывы музыкальной критики и интернет-изданий. Он был признан одним из 100 лучших альбомов десятилетия, список которых был опубликован Pitchfork Media в августе 2014 года.

## История
После выхода дебютного альбома Waxahatchee American Weekend (2012) Кэти Кратчфилд много гастролировала в качестве дуэта со своей подругой Кэтрин: «Мы были только вдвоём, и это тоже было непросто — так долго оставаться вдали от почти всех, кого я знаю. Это было очень тяжело, потом я вернулась домой и стала работать над написанием новых песен, а затем снова отправилась в тур со Swearin’ на такое же количество времени, на два месяца, так что это было безумие».
В апреле 2012 года Кратчфилд начал работать над новым материалом вместе с бойфрендом и участником группы Swearin' Китом Спенсером: «Я поехала в Алабаму со своим парнем, и он вроде как играл со мной на барабанах, и мы как бы доработали все и решили, что нуждается в ударных, что не нуждается в ударных, и переделали многие песни, которые у меня были». Пять месяцев спустя Кратчфилд и Спенсер начали запись Cerulean Salt, вместе с участниками Swearin' Кайлом Гилбрайдом и Эллисон Кратчфилд: «Мы записали его здесь, у меня дома, с Кайлом Гилбрайдом. И Кит, и Кайл — участники группы Swearin', которая является группой моей сестры, и они вроде как, мы все вроде как, как Эллисон — часть моей жизни, и вся её группа — повседневная часть моей жизни, так что все равно было очень комфортно. Мы записали его здесь, в моём подвале, и на нём играли Кайл, Эллисон, Кит и ещё один наш сосед по комнате Сэм [Кук-Парротт]».
Кратчфилд высоко оценил совместные сессии записи, отметив: «Я чувствую, что у меня есть очень талантливые друзья, и мне хотелось поделиться с ними своими идеями. Например, две головы лучше, чем одна, четыре лучше, чем две, и, возможно, если мы соберёмся все вместе, они смогут предложить мне идеи, о которых я никогда не задумывался. Таким был процесс работы над этой пластинкой, которая, честно говоря, совершенно отличается от „American Weekend“ во всех возможных отношениях».

## Отзывы
| Совокупная оценка          | Совокупная оценка |
| Источник                   | Оценка            |
| -------------------------- | ----------------- |
| AnyDecentMusic?            | 7.5/10            |
| Metacritic                 | 79/100            |
| Оценки критиков            |                   |
| Источник                   | Оценка            |
| AllMusic                   | [ 6 ]             |
| The Guardian               | [ 7 ]             |
| The Irish Times            | [ 8 ]             |
| Mojo                       | [ 9 ]             |
| MSN Music (Expert Witness) | A−                |
| NME                        | 8/10              |
| Pitchfork                  | 8.4/10            |
| Q                          | [ 13 ]            |
| Rolling Stone              | [ 14 ]            |
| Spin                       | 8/10              |

Альбом получил положительные отзывы музыкальной критики и интернет-изданий. Агрегационный сайт Metacritic оценил альбом на 79 балла по 4 отзывам профессиональных рецензентов, что означает «в целом благоприятные отзывы».
Фред Толмас из AllMusic отметил в рецензии, что «мрачные образы и поэтические рассказы о жизни, находящейся на волоске, передаются с той же отстранённой мудростью и наблюдательностью, которая позволяла Эллиоту Смиту, Лиз Фэйр или даже, в их наиболее уязвимом состоянии, Velvet Underground рассказывать свои тревожные истории без того, чтобы оратор был разорван на части в этом процессе».
Линдси Золадз из Pitchfork высоко оценила «Salt» как «работу автора песен, достаточно опытного, чтобы сделать самоанализ не эгоцентричным, а щедрым». Она написала, что альбом показал Кэти Кратчфилд как «новый авторский голос, с которым стоит считаться», сравнив его «молниеносно честное [и] гиперличное качество» с музыкантами Cat Power, Эллиоттом Смитом и Лиз Фэйр. Альбом был удостоен награды сайта «Лучшая новая музыка». Джим Кэрролл из The Irish Times назвал авторство Кратчфилда «уверенным, дерзким и естественным» и выделил несколько песен как «лирически сильные и честные, а также идеально подобранные».
Альбом занял первое место в официальном чарте музыкальных магазинов за неделю 13 июля 2013 года. The A.V. Club поместил пластинку на 7-е место в своём списке лучших альбомов года. Альбом был признан № 36 в списке 50 лучших альбомов 2013 года по версии Rolling Stone. Pitchfork поместил альбом на 22 место в списке лучших альбомов года. Spin также высоко оценил альбом, поместив его на #20 в своём списке лучших альбомов.
Cerulean Salt был включён в несколько списков по итогам десятилетия. Он занял 61-е место в списке Rolling Stone', а Дж. Бернстайн написал, что этот альбом закрепил за Кэти Кратчфилд звание «одного из самых ярких летописцев внутренних потрясений её поколения». Они также назвали альбом «неизменным документом» музыки Филадельфии, отражающим «сдержанный» взгляд инди-рока на музыку 2010-х годов. Заняв место № 107 в своём списке, BrooklynVegan назвал альбом «трогательным камнем» для слияния стилей эмо, фолк, инди-рок и панк, произошедшего в то десятилетие.

### Итоговые списки
| Публикация    | Страна | Тип         | Список                                     | Год  | Ранг | Ссылка |
| ------------- | ------ | ----------- | ------------------------------------------ | ---- | ---- | ------ |
| BrooklynVegan | США    | Десятилетие | 100 Best Punk & Emo Albums of the 2010s    | 2019 | 18   | [ 20 ] |
| BrooklynVegan | США    | Десятилетие | 141 Best Albums of the 2010s               | 2019 | 107  | [ 19 ] |
| Paste         | США    | Десятилетие | The 50 Best Indie Rock Albums of the 2010s | 2019 | 28   | [ 21 ] |
| Rolling Stone | США    | Десятилетие | The 100 Best Albums of the 2010s           | 2019 | 61   | [ 18 ] |
| Stereogum     | США    | Десятилетие | The 100 Best Albums Of The 2010s           | 2019 | 47   | [ 22 ] |
| Paste         | США    | Все времена | The 100 Best Indie Folk Albums of All Time | 2020 | 10   | [ 23 ] |

## Список композиций
1. «Hollow Bedroom» — 1:52
2. «Dixie Cups and Jars» — 3:36
3. «Lips and Limbs» — 2:37
4. «Blue Pt. II» — 2:19
5. «Brother Bryan» — 2:36
6. «Coast to Coast» — 1:46
7. «Tangled Envisioning» — 2:27
8. «Misery Over Dispute» — 1:45
9. «Lively» — 2:32
10. «Waiting» — 1:41
11. «Swan Dive» — 3:14
12. «Peace and Quiet» — 2:37
13. «You’re Damaged» — 3:33